# Jaruške Donje
Jaruške Donje su naseljeno mjesto u sastavu općine Lukavac, Federacija Bosne i Hercegovine, BiH.

## Stanovništvo
| Jaruške Donje      |       |
| godina popisa      | 1991. |
| Bošnjaci           | 194   |
| Srbi               | 12    |
| Hrvati             | 0     |
| Jugoslaveni        | 4     |
| ostali i nepoznato | 6     |
| ukupno             | 216   |